# Otjimbingwe
Otjimbingwe is een plaats (Engels: settlement area) in Namibië. Otjimbingwe ligt in de Erongoregio aan de doorgaans droge Swakoprivier. Tegenwoordig maakt de plaats een stoffige ingeslapen indruk. Maar rond 1890 was het een van de drukste plaatsen van Namibië.

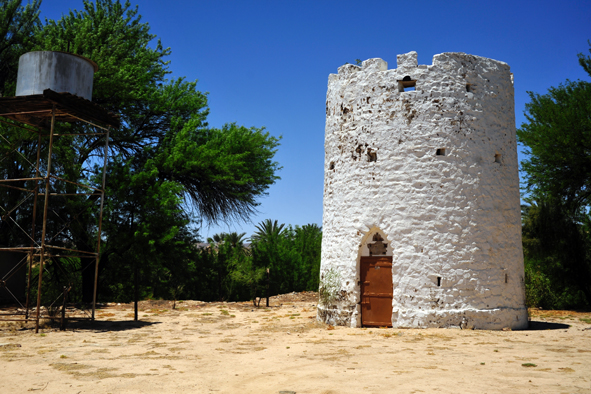
Kruittoren in Otjimbingwe, gebouwd door de inwoners in 1870 als een versterkte toren

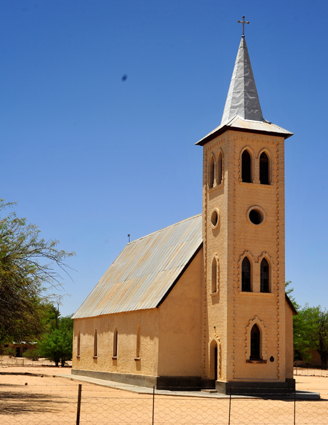
Rijnlandse Missionary Church

In de eerste jaren na de conferentie van Berlijn van 1884 was Otjimbingwe het bestuurlijk centrum van de Duitse kolonie. Een handvol functionarissen onder leiding van rijkscommissaris Dr Ernst Heinrich Göring (de vader van Hermann) hield er kantoor. Omdat Otjimbingwe vaak toneel was van de strijd tussen de Herero van Maharero en diens zoon Samuel en de Witbooi-Nama van Hendrik Witbooi, besloot commandant Curt von François in 1890 om het bestuurlijk centrum naar Windhoek in het Khomas Hochland te verplaatsen.
Otjimbingwe is daarna langzaam vervallen tot haar huidige staat.